# My Country, 'Tis of Thee
My Country, 'Tis of Thee, také známá pod názvem "America", je americká vlastenecká píseň, jejíž text napsal Samuel Francis Smith. Melodie je stejná jako u britské hymny.
Píseň byla využívána jako Spojených států před tím, než byla jako oficiální hymna přijata píseň The Star-Spangled Banner.

## Vznik písně
Samuel Francis Smith  napsal text písně "My Country, 'Tis of Thee" v roce 1831, jako student Andover Newton Theological School ,Andover, Massachusetts. Jeho přítel,varhaník a skladatel Lowell Mason ho požádal aby přeložil text z německé školní knížky hudebních textů nebo napsal nový text. Smithe zaujala jedna melodie, nikdy dříve ji neslyšel a neměl tušení,že je to obdoba Britské hymny God Save the Queen. Nepřekládal text z němčiny, ale během půl hodiny napsal svůj vlastní text. Předal text Masonovi a píseň byla poprvé zahrána na veřejnosti 4. července 1831, na dětském dni nezávislosti (Independence Day celebration) v Park Street Church v Bostonu. Poprvé byla publikována v roce 1832. Původní verze měla 4 sloky, později přibyly ještě další 2 od Henryho van Dyka.

## Proslulá provedení
- Marian Anderson zpívala píseň na schodech Lincolnova památníku ve Washington, D.C., pro asi 75 000 lidí, přenášeno bylo též rozhlasem (1939).
- Crosby, Stills & Nash zpívali píseň v první epizodě televizního seriálu The Tonight Show [3] spolu s Jay Leno po útoku ze dne 11. září 2001
- Aretha Franklin zpívala píseň 20. ledna 2009 na inauguraci Baracka Obamy.

## Text a překlad
| My Country, 'Tis of Thee 1. My country, 'tis of thee, Sweet land of liberty, Of thee I sing! Land where my fathers died, Land of the pilgrims' pride, From ev'ry mountainside; Let freedom ring! 2. My native country, thee, Land of the noble free, Thy name I love! I love thy rocks and rills, Thy woods and templed hills, My heart with rapture thrills; Like that above! 3. Let music swell the breeze, And ring from all the trees, Sweet freedom's song! Let mortal tongues awake, Let all that breathe partake, Let rocks their silence break; The sound prolong! 4. Our fathers' God to Thee, Author of liberty, To Thee we sing! Long may our land be bright, With freedom's holy light, Protect us by Thy might; Great God our King! 6. We love thine inland seas, Thy groves and giant trees, Thy rolling plains! Thy rivers' mighty sweep, Thy mystic canyons deep, Thy mountains wild and steep; All thy domains! 7. Thy silver Eastern strands, Thy Golden Gate that stands Fronting the West! Thy flowery Southland fair, Thy North's sweet, crystal air, O Land beyond compare; We love thee best! | Má země 1. Má země, Sladká země svobody, O té zpívám! Země, kde moji otcové zemřeli, Země pýchy poutníků, Z každého konce hor; Nechť svoboda zní! |